# Nivel (instrumento)

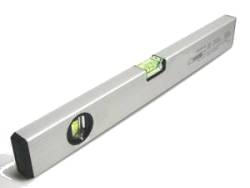
Nivel de burbuja

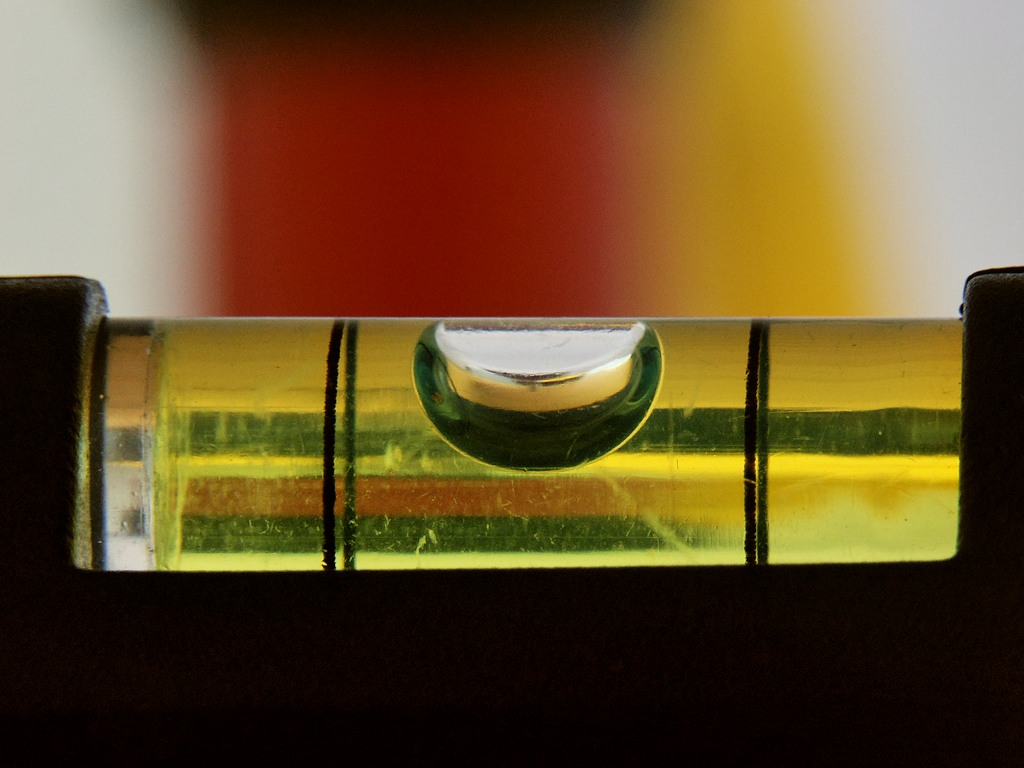
Detalle de la burbuja

Esquema sobre el principio de funcionamiento

Un nivel es un instrumento de medición que se utiliza para determinar la horizontalidad o verticalidad de un elemento. Existen distintos tipos y son utilizados por agrimensores, carpinteros, albañiles, herreros, trabajadores del aluminio, fotógrafos y otros. Un nivel es un instrumento muy útil para la construcción en general e incluso para colocar un cuadro, ya que la perspectiva genera errores.[cita requerida]
El nivel de burbuja fue una invención del físico y escritor francés del siglo XVII Melchisédech Thévenot, en 1661 o en 1662. Rellenó su instrumento con alcohol, lo montó en piedra y lo equipó con una lentilla. Comunicó su invento a Robert Hooke, en Londres y a Vincenzo Viviani, en Florencia.[cita requerida]

## Nivel de burbuja
El principio de este instrumento está en un pequeño tubo transparente (cristal o plástico), el cual está lleno de líquido (alcohol o éter) con una burbuja de aire en su interior. Si la burbuja se encuentra simétricamente entre las dos marcas, el instrumento indica un nivel exacto (para fines prácticos) que puede ser horizontal, vertical u otro, dependiendo de la posición general del instrumento de medición solo de referencia.

## Nivel topográfico
El nivel topográfico es un instrumento usado en topografía y agrimensura que, de manera análoga a un teodolito, permite medir niveles y realizar nivelaciones con precisión elevada que lleva maso de madera y un tubo de plástico.

## Historia de tipos de niveles

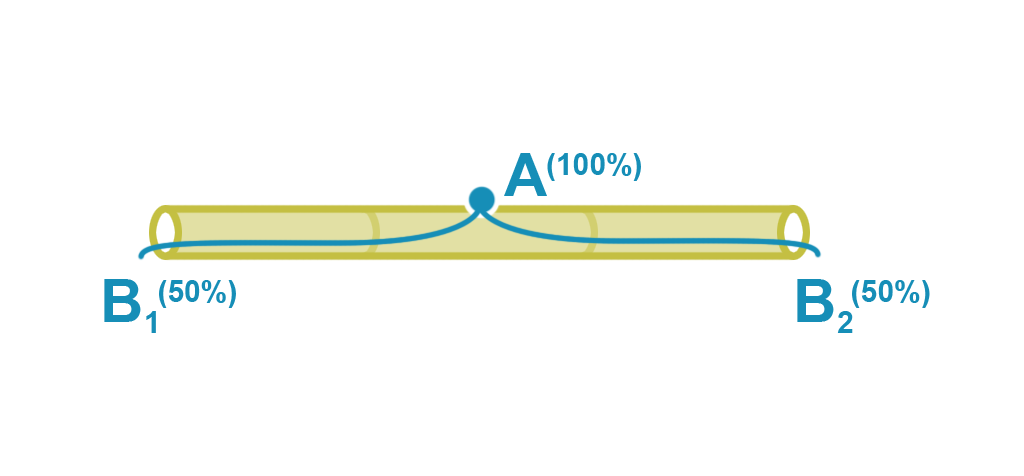
El agua se vierte en la parte superior central de una caña de río. La cantidad total del caudal de agua como lo ilustra A (100%), si la caña está nivelada, debe distribuirse de manera equitativa entre B 1 y B 2. La salida igual de cantidad de agua en ambos extremos indica que la caña está nivelada horizontalmente.

Un nivel de caña es un invento árabe para determinar el nivel para fines de construcción . Se coloca un agujero a través de una caña larga y recta y se vierte agua en el centro. Cuando el flujo de ambos lados es igual, la caña está nivelada. El dispositivo tiene el mismo propósito que un nivel de burbuja .

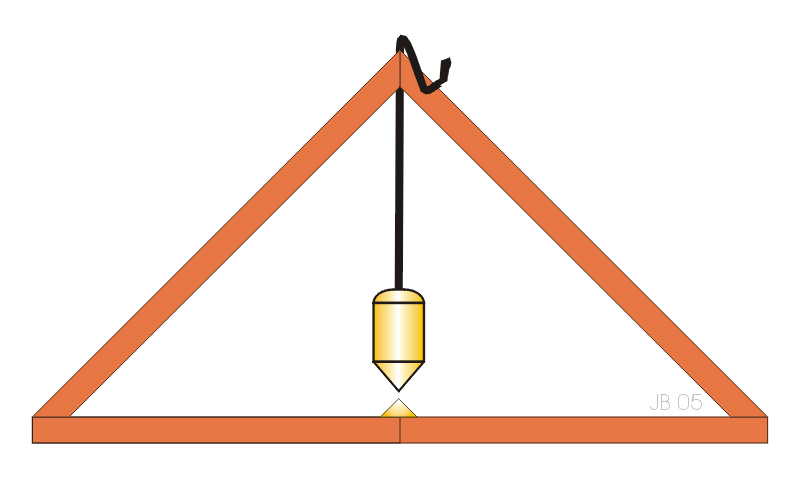
La base del nivel se asentaba sobre el muro, y la plomada marcaba el "peso" o nivelación horizontal del plano del muro sobre el que estaba asentado.

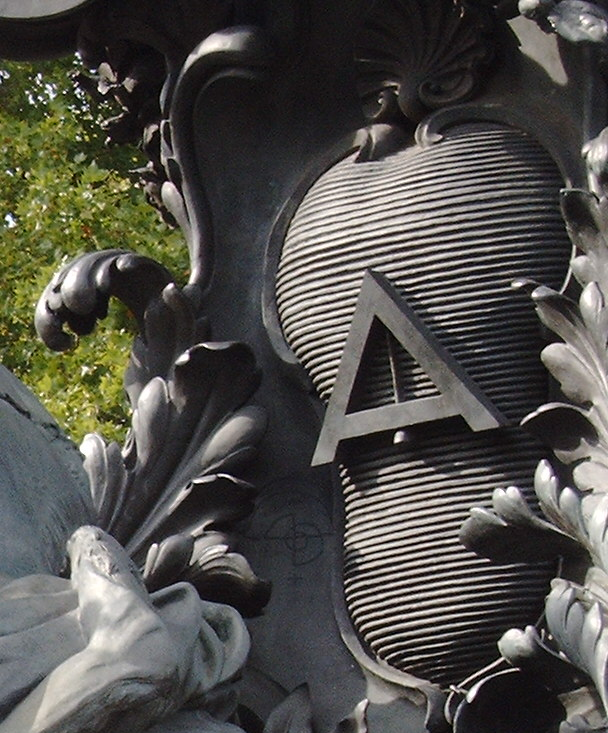
Detalle de archipéndula en conjunto escultórico Le Triomphe de la République, Paris (Francia)

Archipéndulo o nivel de plomada, también llamado nivel de albañil, era un antiguo nivel. La base del triángulo de madera de estos niveles de plomada se asentaba sobre una superficie, y la plomada marcaba el "peso" o nivelación horizontal del plano  sobre el que estaba asentado.
El chorobate era una regla en la cual se horadaba una ranura que el agrimensor llenaba de agua. En cada extremo de la regla, una plomada permitía comprobar la vertical. Al comprobar el nivel del plano superior del agua en la ranura de la regla del chorobate, podía determinarse la inclinación de la superficie que se estaba midiendo a través de la escala que en cada extremo poseía el chorobate. Mediante esta observación, era posible deducir la inclinación que debía darse al acueducto para garantizar en la obra la misma inclinación.
El chorobate se equipaba con 2 visores en cada extremidad de la regla. El espacio entre los dos visores definía la precisión de la medida; las reglas tenían en general una longitud de 20 pies, o sea alrededor de 6 metros. Cuando el viento no permitía el uso de las plomadas para el ajuste, se utilizaba la ranura superior que se llenaba de agua para definir el nivel del aparato.